# Hybolasius promissus
Hybolasius promissus là một loài bọ cánh cứng trong họ Cerambycidae.